# Johann Navrátil (Mediziner)
Johann Navratil (tschechisch: Jan Navrátil, * 26. Jänner 1909 in Neu Spielberg bei Melk, Niederösterreich; † 1992 in Wien) war ein tschechisch-österreichischer Arzt, Hochschullehrer, Herzchirurg und internationaler Pionier der Herzoperationstechnik.

## Leben
Johann Navrátil übersiedelte 1919 mit seinen tschechischen Eltern nach dem Ersten Weltkrieg aus Niederösterreich zuerst nach Kaschau (Košice) in der Ostslowakei und 1923 nach Brünn (Brno) in Mähren, wo er auch seine Ausbildung fand. Er befasste sich ab 1953 mit Herzoperationen, im Jahr 1954 wurde er zum Professor der Chirurgie ernannt.
Er war Vorstand der Zweiten Brünner chirurgischen Universitätsklinik „Svatá Anna“ und wurde 1967 zum Chef der Zweiten chirurgischen Klinik im Allgemeinen Krankenhaus Wien berufen um auch dort die moderne Herzchirurgie aufzubauen und wo er noch bessere Forschungsmöglichkeiten in der Kardiomedizin erwartete. Sein beruflicher Wechsel nach Wien, im damals so hoffnungsvollen Tauwetter des Kalten Krieges, bedeutete nach der überraschenden Niederschlagung des Prager Frühlings 1968 und der dann später noch nachfolgenden „Normalisierung“ in den 1970er Jahren, auch eine bedeutend schmerzhafte Trennung von seiner bisherigen Wirkungsstätte in „seiner“ Brünner Herzklinik. Er starb 83-jährig in Wien, wurde jedoch auf dem Brünner Zentralfriedhof bestattet. 1966 wurde Johann Navrátil zum Mitglied der Leopoldina gewählt. 2009 wurde er postum Ehrenbürger der Stadt Brünn, sein Wohnhaus ziert eine Gedenktafel.

## Auszeichnungen
- 1959 tschechoslowakischer Friedenspreis (Cena míru)
- 1962 Orden der tschechoslowakischen Republik für seine Verdienste in der Herzchirurgie
- 1979 Ehrenring der Stadt Wien